# 釜石矿山
釜石矿山（日语：／）是位于岩手县釜石市的铁矿石矿山，采矿权者为釜石矿业株式会社。

## 概要
从明治时代的开拓到现在已有150年的历史，主要出产主要铁以外，金银铜铅锌等也产出。因为这个矿山的存在，釜石市现在也是新日本许多的矿业企业所在地。1993年（平成5年）结束大规模开采铁矿石，但因其优质的铁矿石每年开采100吨左右以供研究。另外，350米从地下涌出矿泉水也被销售。此外，广阔的地下空洞也供地质调查，地震仪设置等学术研究机关使用，有些空洞甚至被改造成音乐厅等。

## 历史
- 1727年（享保12年）-江户幕府付采药的阿部将翁发现磁铁矿。
- 1822年（文政5年）-开始试采。
- 1849年（嘉永2年）-建设老式高炉。
- 1857年（安政4年）-南部藩士大岛使用高炉了成功出生铁，成为日本首次。
- 1862年（文久2年）-高任增加了2座高炉，生铁设备增产。
- 1873年（明治6年）-由于盛冈的富商小野善右衛門的资助，建2座改良高炉。
- 1874年（明治7年）-政府收购，成为国营矿山，为其配备了海外机械工程师。
- 1878年（明治11年）-铃子精炼厂完成建设。
- 1880年（明治13年）-9月国营钢厂刚投产98天就停产了。同年，釜石迎来了第三条铁路开通。
- 1882年（明治15年）-钢铁厂再次开工的200日后停产。成本被认为是停产原因。
- 1883年（明治16年）-官办钢铁厂的废止正式决定。田中长兵卫收购。
- 1887年（明治20年）7月，大桥也分工厂建成。横山久太郎从田中长兵卫接手。
- 1894年（明治27年）-栗桥分工厂开始生产。
- 1917年（大正6年）-第二代田中長兵衛成为经理，株式会社田中矿山成立。
- 1924年（大正13年）-被三井矿业株式会社收购，釜石矿业株式会社更名。
- 1950年（昭和25年）-开发铜矿。
- 1989年（平成元年）-坑道動燃地质试験施设启用。
- 1992年（平成4年）-天狗森铜矿床的开采终了。
- 1993年（平成5年）-新山鉄矿床开采终了。

## 转型
矿山和停产后，水果栽培，淡水鱼养殖等替代事业摸索失败。走投无路中，坑道中涌出的泉水给予了生机。坑道内的电气轨道上被搬出取而代之的是涌泉装成套设备。被关闭的坑道开放参观旅行。